# Hont Erzsébet
Hont Erzsébet, Hont Erzsi, született Czieger Erzsébet (Szeged, 1901. május 23. – Budapest, 1954. április 25.) magyar színésznő, operett-énekesnő, opera-énekesnő és dalénekes (lírai szoprán). Hont Ferenc első felesége.

## Élete
Czieger Mátyás asztalossegéd és Wotruba Karolina lánya. Mint munkásszínjátszó tűnt fel Szegeden, ahol a munkásmozgalomban is tevékenykedett. A budapesti Nemzeti Zenedében Rosthy Anni tanítványa volt. 1925-ben Párizsba ment és ott több hangversenyt adott. Az Eiffel-toronyban működő rádióban Bartók Béla és Kodály Zoltán dalait énekelte. 1927-ben visszatért Magyarországra, és előbb a Szegedi Nemzeti Színház, majd Budapesten a Király Színház tagja lett. Az 1930-as évek közepén több vidéki színházban játszott operettszerepeket és sokat szerepelt külföldön is. 1945-től haláláig a Fővárosi Operettszínház tagja maradt. 1954. április 25-én öngyilkosságot követett el.  
Házastársa Hont Ferenc volt, akivel 1927. december 1-jén kötött házasságot Budapesten, a Terézvárosban. Elváltak.

## Szerepei
- Iszaak Oszipovics Dunajevszkij: Szabad szél – Klementin
- Nicolae Kirculescu: Hegyen-völgyön lakodalom – Anyóka
- Ioszif Naumovics Kovnyer: Álruhás kisasszony – Margareta Gavrilovna
- Jacques Offenbach: Orfeusz az alvilágban – Hekate
- Robert Planquette: Rip van Winkle – Lisbeth
- Vincze Ottó: Boci-boci tarka – Csirmazné
- [Ismeretlen szerző]: Három körösztény leány – Hyrena